# Bellum Iugurthinum
Il Bellum Iugurthinum (in italiano La guerra giugurtina) è la seconda delle due monografie storiche scritte dallo storico latino Gaio Sallustio Crispo (86 - 34 a.C.), dopo il De Catilinae coniuratione.
L'opera, suddivisa in 114 capitoli e dunque più lunga della precedente monografia, narra le alterne vicende della guerra condotta dai Romani contro il re di Numidia, Giugurta, tra il 111 e il 105 a.C., e conclusasi con la vittoria del console romano Gaio Mario.
Attraverso la narrazione di vicende che rivestono comunque grande interesse storico, Sallustio si preoccupa di affrontare la decadenza morale e sociale che portò al crollo della res publica romana e alla nascita dell'Impero.

## Caratteristiche

### Titolo e scansione narrativa
Il Bellum Iugurthinum fu composto e pubblicato attorno al 40 a.C., ed è giunto a noi tramandato per tradizione diretta attraverso i codici medievali. Soprattutto nei paesi anglosassoni, è noto anche con il titolo di De bello Iugurthino.
Rispetto alla prima monografia sallustiana, il Bellum Iugurthinum appare nettamente più variegato: il motivo principale è il cambiamento delle coordinate spaziotemporali. A differenza del De Catilinae coniuratione - in cui la congiura dura circa un anno e mezzo, con gli eventi principali localizzati tra il novembre del 63 ed il gennaio del 62 a.C., che si svolgono a Roma e nell'Etruria, quindi in un'area abbastanza limitata - nel Bellum Iugurthinum il teatro delle vicende cambia spesso, con repentini passaggi tra Roma e l'Africa, e la logorante guerra che si scatena, di cui vengono narrati anche gli antefatti, dura per ben sette anni, dal 111 al 105 a.C. Anche il sistema dei personaggi è più complesso: ai romani Scipione, Metello, Scauro, Bestia, Mario e Silla si contrappongono i numidi Micipsa, Aderbale, Giugurta e Bocco, e ad ogni modo la narrazione risulta più movimentata e ricca poiché i personaggi principali presentano un'indole ambigua, sfaccettata e perfino mutevole.
Anche se diluita in un testo più lungo (114 capitoli), la tecnica narrativa si mantiene la stessa del Bellum Catilinae, ovvero quella tipica della storiografia ellenistica. Infatti, dopo il proemio, il ritratto del protagonista e gli antefatti («archeologia») che collegano la vicenda con la storia di Roma, lo storico comincia a narrare gli eventi intervallandoli con digressioni e discorsi che segnano pause di riflessione ed offrono l'occasione per sfoggi di retorica e giudizi storici particolarmente pregnanti.
| Capitolo/i | Contenuti                | Argomenti trattati                                                |
| 1–4        | Proemio                  | Incipit: il corpo, l'anima, la virtus.                            |
| 5          | Introduzione             | Motivazione della scelta dell'argomento.                          |
| 6–16       | Antefatti della vicenda  | Avvenimenti tra il 120 e il 117 a.C. e ritratto del protagonista. |
| 17–19      | 1° excursus              | Descrizione geografica e storica della Numidia.                   |
| 20–40      | Inizio della guerra      | Avvenimenti tra il 116 e il 110 a.C.                              |
| 41–42      | 2° excursus              | Età dei Gracchi.                                                  |
| 43–77      | Svolgimento della guerra | Avvenimenti tra il 109 e il 108 a.C.                              |
| 78–79      | 3° excursus              | Ulteriore trattazione geografica.                                 |
| 80–114     | Conclusione della guerra | Avvenimenti tra il 107 e il 104 a.C.                              |

### Vicenda storica
Nel 146 a.C. Roma diveniva padrona incontrastata del Mediterraneo e di gran parte dei territori che vi si affacciavano. Publio Cornelio Scipione Emiliano portava a termine l'assedio di Cartagine e annientava la storica rivale, mentre ad est gli eserciti dell'Urbe radevano al suolo Corinto e sancivano il predominio romano sulla Grecia e su tutta la penisola balcanica.
In questo contesto prese forma la politica di Tiberio e Gaio Gracco: a loro e alla factio dei populares si oppose quella degli optimates, desiderosa di mantenere i propri privilegi disinteressandosi sempre più delle reali condizioni della res publica.
L'argomento della seconda monografia sallustiana è la logorante guerra, che Roma combatté tra il 111 ed il 105 a.C., (settant'anni prima della pubblicazione dell'opera) in Africa contro il re di Numidia Giugurta, e che si concluse con la vittoria romana. Non si trattò in questo caso di una guerra voluta dalla rapacità (o dall'avaritia per usare il termine sallustiano) della nobilitas: infatti il senato non aveva realmente alcun interesse in essa e non avrebbe tratto grandi giovamenti a combattere sul fronte africano, dove sperava di perseguire una politica di non intervento. Rischiava, invece, di lasciare scoperto il fronte settentrionale, dove, pochi anni più tardi, si sarebbe verificata la pericolosa invasione dell'Italia da parte di Cimbri e Teutoni, che avrebbero superato le Alpi per essere poi sconfitti, in territorio italico, da Gaio Mario. I ceti più interessati alla campagna africana erano, piuttosto, gli equites (i cavalieri), sostenitori di una politica di sfruttamento delle risorse commerciali disponibili nel bacino del Mediterraneo, i ricchi mercatores (mercanti) italici (dalle cui file provenivano i negotiatores massacrati nel 112 a.C. da Giugurta): essi traevano gran parte della propria ricchezza dai commerci nelle province, e il rafforzamento del dominio romano in Africa poteva apparire loro una prospettiva tanto allettante quanto appariva, invece, indesiderabile quella di perdere il controllo su quelle zone. La plebe romana e italica, dal canto suo, sperava che, dopo la conquista, le terre africane venissero distribuite secondo l'usus istituito dieci anni prima da Gaio Gracco, quando sulle rovine di Cartagine era stata fondata la prima colonia romana d'oltremare.
In un simile quadro è comprensibile come, dopo anni di inutile ed inconcludente guerriglia, il "problema Giugurta" fosse destinato ad essere liquidato da un rappresentante delle forze interessate alla conquista, lontano dalla nobilitas senatoriale, l'homo novus Gaio Mario, e non da generali aristocratici, che Sallustio non può che accusare di corruzione, incapacità e superbia.

### Riassunto

#### Capitoli 1 - 4 (proemio)
(Sallustio, Bellum Iugurthinum, 1, 1-3; trad. di Lisa Piazzi, La guerra contro Giugurta)
Come anche il De Catilinae coniuratione, il Bellum Iugurthinum si apre con un proemio che esula dalla vicenda storica narrata nell'opera, ma che mette in luce l'ideologia dell'autore riguardo alla natura umana: l'essere umano, infatti, è costituito da corpo e anima, ma soltanto il solido possesso della virtù è garanzia di gloria eterna. L'uomo deve dunque esercitare l'anima più del corpo, poiché i beni del corpo sono effimeri e destinati a scomparire, mentre quelli dell'anima permettono di avere il reale controllo della propria vita, e portano alla grandezza immortale.
Il messaggio sallustiano, universalmente valido, assume particolare rilevanza nell'ambito della crisi della res publica, quando proprio l'attaccamento alla virtus sembra essere l'unica via in grado di riportare alla pace e alla stabilità.
(Sallustio, Bellum Iugurthinum, 3, 1; trad. di Lisa Piazzi, La guerra contro Giugurta)
Sallustio critica dunque apertamente il sistema politico, che permette di raggiungere il potere a chi non lo merita; in una tale situazione, fondamentale è l'importanza rivestita dall'attività dello storico, che rischia invece di essere considerata come otium. Attraverso il proemio, dunque, Sallustio può anche nobilitare la sua attività, come fa, analogamente, nel De coniuratione Catilinae.

#### Capitoli 5 - 16
(Sallustio, Bellum Iugurthinum, 5, 1; trad. di Lisa Piazzi, La guerra contro Giugurta)
Dopo aver introdotto la narrazione storica vera e propria, Sallustio racconta, affinché l'insieme degli avvenimenti risulti più chiaro e comprensibile, la storia del regno di Numidia: durante la seconda guerra punica, il re numida Massinissa aiutò Publio Cornelio Scipione contro il cartaginese Annibale, e, dopo la battaglia di Zama e i successivi trattati, Roma decise di ricompensarlo concedendogli la sovranità su molte delle terre strappate ai Cartaginesi, dando così vita ad un forte rapporto di amicizia con la Numidia. Alla morte di Massinissa, ereditarono il regno i suoi tre figli, Gulussa, Mastanabale e Micipsa, ma quest'ultimo rimase come unico sovrano a causa della prematura morte dei fratelli. A sua volta, Micipsa lasciò il regno ai figli, Aderbale e Iempsale, ed al nipote Giugurta, figlio di Mastanabale e di una concubina.
Dopo la breve digressione storica, la narrazione si sposta sul personaggio di Giugurta, di cui Sallustio fornisce un'accurata descrizione psicologica, e poi su quello di Micipsa: questi, vecchio e ormai prossimo alla morte, è portato tanto ad esaltare Giugurta quanto a sospettare della sua buona fede: per questo, nel 133 a.C. lo invia da Publio Cornelio Scipione Emiliano, impegnato nell'assedio di Numanzia, nella speranza che il giovane muoia in guerra. Giugurta, invece, sopravvive e si distingue per il suo coraggio, tanto da meritarsi numerosi elogi personali. Pochi anni dopo allora, Micipsa, sul letto di morte, convoca i suoi figli assieme a Giugurta, e designa tutti e tre come suoi eredi, raccomandando loro di governare in armonia.
I tre eredi disattendono subito le raccomandazioni ricevute: dividono tra loro il tesoro dello Stato e si spartiscono le zone d'influenza; in particolare, però, nascono dei forti contrasti tra Giugurta e Iempsale. Quest'ultimo, di natura molto orgogliosa, tenta di mettere il cugino in secondo piano, ma Giugurta, in risposta, lo fa uccidere.
Le ripercussioni dell'atto sono gravissime: i più tra i Numidi, terrorizzati, si stringono attorno ad Aderbale, che è costretto ad inviare ambasciatori a Roma e a scontrarsi con Giugurta sul campo. Dalla battaglia, però, Aderbale esce sconfitto, ed è costretto a fuggire verso Roma, dove spera di ricevere l'appoggio del senato; intanto, anche Giugurta invia oro e argento a Roma, per farne dono ai senatori e attirarli così dalla sua parte. Giunto nell'Urbe, Aderbale può tenere un lungo discorso in Senato: per sensibilizzare l'uditorio cerca di far leva sul rapporto di amicizia e di fides che lega Roma alla dinastia numida, sottolinea la scelleratezza delle azioni di Giugurta e si rappresenta come infelice e sventurato. Ascoltati anche gli ambasciatori di Giugurta, allora, i senatori, corrotti dalle somme di denaro ricevute, decidono di favorire l'usurpatore: si limitano, dunque, ad inviare in Numidia una commissione, guidata da Lucio Opimio, che assegna la zona confinante con la provincia romana d'Africa ad Aderbale, e quella, più fertile, al confine con la Mauretania a Giugurta.

#### Capitoli 17 - 19
(Sallustio, Bellum Iugurthinum, 17, 1; trad. di Lisa Piazzi, La guerra contro Giugurta)
Sallustio decide di interrompere la narrazione per inserire nell'opera una breve digressione etnografica sull'Africa settentrionale, che egli considera un continente separato da Europa ed Asia. Dopo aver accennato brevemente alle caratteristiche del territorio e degli uomini che lo abitano, avvia la vera e propria storia del popolamento umano in Africa, basandosi sulle notizie tramandate dai libri Punici di Iempsale: narra, quindi, delle tribù nomadi e primitive dei Libi e dei Getuli, primi abitanti dell'Africa, successivamente soppiantati da Medi, Persiani e Armeni. La digressione prosegue con un breve accenno alla penetrazione fenicia e al dominio cartaginese, di cui Sallustio dichiara di non voler parlare per evitare di parlarne troppo poco, e si chiude con la descrizione della situazione all'epoca delle vicende narrate: i Romani hanno il controllo sulle città cartaginesi, Giugurta su gran parte dei Numidi e dei Getuli, e Bocco I, suocero dello stesso Giugurta, sui Mauri.
(Sallustio, Bellum Iugurthinum, 19, 8)

#### Capitoli 20 - 40
Incoraggiato dall'intervento favorevole di Roma, Giugurta, nel 113 a.C., riprende le ostilità contro l'imbelle Aderbale, deciso ad impossessarsi del suo regno per unificare la Numidia. Gli eserciti dei due si scontrano presso Cirta, e la vittoria arride nuovamente alle forze di Giugurta: Aderbale è costretto a ritirarsi dentro le mura di Cirta, dove i negotiatores italici organizzano la resistenza all'assedio. Venuto al corrente della battaglia, il senato invia ambasciatori in Numidia, ma Giugurta, appellandosi allo ius gentium, riesce a vanificare la loro presenza, e ad impedire che parlino con Aderbale; si dedica, poi, all'attenta organizzazione dell'assedio, facendo uso di tutte le sue doti strategiche. Aderbale, intanto, invia una richiesta di aiuto al senato, che manda in Numidia una nuova ambasceria, guidata da Marco Emilio Scauro. L'anziano senatore tenta di imporre a Giugurta la cessazione delle ostilità, ma il numida si rifiuta di obbedire. Aderbale, allora, spinto dagli stessi negotiatores italici, decide di consegnare la città purché lui e tutti gli altri abitanti abbiano salva la vita; Giugurta accetta il patto, ma, impadronitosi di Cirta, tortura e uccide lo stesso Aderbale e fa strage di tutti i cittadini adulti, numidi e italici.

## Personaggi

### I Numidi

#### Aderbale
Aderbale è il maggiore dei figli di Micipsa, ed è dunque fratello di Iempsale e cugino di Giugurta. A differenza di quello del fratello, il suo ruolo nella vicenda è decisamente importante: dopo la prematura scomparsa di Iempsale, infatti, Aderbale rimane da solo a contrastare le mire espansionistiche di Giugurta. Viene più volte sconfitto sul campo dal cugino, senza dare prova di particolari doti tattiche; analogamente, Sallustio attribuisce il merito della resistenza di Cirta agli italici, sminuendo dunque il ruolo di Aderbale anche in quella circostanza. Egli appare dunque ingenuo ed inesperto se paragonato al rivale Giugurta, che ha già avuto modo di fare esperienze. Risultano importanti le parole che Aderbale pronuncia rivolto ai senatori: il numida cerca infatti di ricevere l'aiuto di Roma facendo leva su alcuni degli ideali - in primo luogo quello della fides - riconducibili al mos maiorum: esse rimangono inascoltate proprio a causa della corruzione e dell'avidità della nobilitas e della crisi morale di Roma. Allo stesso modo, Aderbale segnala anche come gli atti di Giugurta costituiscano un'offesa alla maiestas romana, ma il senato rifiuta comunque di intervenire in suo favore, convinto dai doni dello stesso Giugurta. Piuttosto che incline alle trame e agli intrighi, dunque, Aderbale appare come un sovrano dedito ad una politica di pacifica convivenza, che non può sussistere di fronte alla doppiezza di Giugurta e alla corruzione del senato.

#### Giugurta

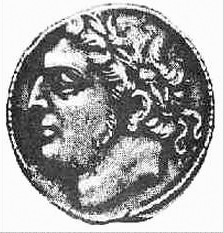
Una moneta raffigurante il re di Numidia Giugurta.

(Sallustio, Bellum Iugurthinum, 6, 1; trad. di Lisa Piazzi)

##### Differenze tra Catilina e Giugurta e le cause della corruzione della nobiltà romana
Il personaggio di Catilina può essere visto come un monstrum, poiché assomma in sé diverse caratteristiche, anche tra loro completamente opposte, che lo rendono uno dei personaggi più enigmatici della letteratura di sempre, assieme al numida Giugurta. Ma, mentre il personaggio di Catilina nel corso del De Catilinae coniuratione tutto sommato non subisce sostanziali mutamenti nel suo carattere psichico, e infatti nasce come personaggio dall'indole corrotta e malvagia e così resta sino alla fine, il personaggio di Giugurta subisce dei notevoli mutamenti di carattere; infatti nasce come un giovane ragazzo, erede al trono numida, dall'animo sano e pieno di buoni principi, ma nel corso del Bellum Iugurthinum muta radicalmente, "inquinato" dall'influsso negativo che su di lui ebbe la nobilitas romana, allora profondamente corrotta, che portò il suo carattere a divenire pravus. Entrambi i personaggi sono il frutto della malvagità della classe senatoria, da cui provengono (Catilina) o sono stati fortemente condizionati (Giugurta); questo «marciumen interno» dal punto di vista sociale e morale ha le sue radici nel 146 a.C., anno della distruzione, da parte degli eserciti romani, di Cartagine. Infatti la sconfitta della città punica pose fine al cosiddetto metus hostilis (timore del nemico), ovvero il timore che i romani avevano per i nemici cartaginesi e che li spingeva a rimanere compatti ed appianava le controversie interne; venuto a mancare questo potente "collante", si acuiscono i sentimenti di ambitio ed avaritia dell'oligarchia senatoria e soprattutto le ostilità presenti tra le varie factiones, sfociate nelle sanguinarie guerre civili del primo secolo a.C. Si ha infatti un passaggio da lotte tra hostes (nemici stranieri, barbari) a lotte tra adversarii (rivali politici, lotta tra fazioni), che scatenano ondate di violenza interna senza precedenti, e decretano la fine inevitabile di tutto quell'insieme di istituzioni che costituiva la res publica romana.

#### Iempsale
Iempsale è il minore dei figli di Micipsa, fratello di Aderbale e cugino di Giugurta. Il suo ruolo nel Bellum Iugurthinum è del tutto secondario, sebbene sia proprio il suo comportamento a fornire la causa occasionale per l'inizio delle ostilità tra Giugurta e Aderbale. Egli infatti, particolarmente orgoglioso per natura, disprezza Giugurta, poiché egli è il figlio di una concubina, e tenta in ogni modo di umiliarlo, schierandosi anche a favore dell'abolizione dei provvedimenti presi da Micipsa dopo l'associazione del nipote al trono. Dimostra così di essere privo di quell'intelligenza politica, propria, invece, di suo padre, e compie atti avventati senza prevederne le conseguenze. Giugurta, infatti, mosso dall'ira e dalla paura, decide di farlo uccidere, e manda alcuni dei suoi uomini nell'abitazione in cui si trova: Iempsale, piuttosto che tentare onorevolmente di difendersi, muore rifugiatosi vilmente nella capanna di una schiava, e la sua testa, mozzata, viene portata a Giugurta.

#### Micipsa
Micipsa è il figlio primogenito del re di Numidia Massinissa, e sale al potere, assieme ai fratelli, Gulussa e Mastanabale, alla morte del padre, nel 148 a.C. Dopo la prematura scomparsa dei fratelli, si ritrova a regnare da solo, e fornisce un valido aiuto ai Romani durante la terza guerra punica. Ha due figli, Aderbale e Iempsale I, ed è lo zio di Giugurta. Nel ruolo di "politico" che svolge, è naturalmente esempio di quella continua mutevolezza che caratterizza molti personaggi dell'opera.
Nel Bellum Iugurthinum appare già in tarda età, impegnato a pensare a chi sia il più adatto a succedergli nel ruolo di sovrano. Si rallegra del prestigio di Giugurta, sicuro che quest'ultimo possa essere adatto a guidare la Numidia e a procurarle grande gloria, ma si accorge ben presto che il nipote si troverebbe in una condizione di netta superiorità rispetto ai figli, a causa della sua età e della popolarità di cui gode. Si ritrova allora ad essere spaventato dalla natura di Giugurta, avida e incline a soddisfare i propri desideri. Il re di Numidia dimostra allora, nel tentativo di eliminare il nipote, di essere un politico saggio e quanto mai attento alle conseguenze che i suoi atti possono avere: per questo evita di farlo assassinare o di far sì che rimanga vittima di qualche intrigo. Preferisce piuttosto tentare la sorte ed inviarlo in guerra presso Numanzia. Fallito il suo piano, Micipsa si ritrova costretto ad accettare l'ormai inevitabile ascesa del nipote, che diviene erede assieme ad Aderbale e Iempsale. Anche in questo frangente, comunque, dimostra grande intelligenza politica nel sapersi adattare alle diverse situazioni in cui si trova, evitando sempre di creare situazioni di aperta conflittualità.
Sul letto di morte, infine, convoca presso di sé i figli ed il nipote, e, fingendo di rallegrarsi per i successi di Giugurta, istruisce i propri successori sul comportamento che devono seguire nella guida del regno. Li invita alla concordia ed alla collaborazione reciproca, dando loro dei consigli che risultano tuttora validi:
(Sallustio, Bellum Iugurthinum, 10, 4-6; trad. di Lisa Piazzi, La guerra contro Giugurta)
Poco tempo dopo, muore, ricevendo tutte le onoranze funebri degne di un re.

## Analisi

### Attendibilità e storicità dell'opera
Nel Bellum Iugurthinum sono assenti gli elementi di descrizione etnografica che dovrebbero essere essenziali per un'opera storiografica. La digressione geografica e storica dei capitoli 17-19 risulta assai deludente ed approssimativa, soprattutto per uno storico che ha ricoperto per alcuni anni la carica di governatore della provincia d'Africa: Sallustio dichiara infatti di attingere a fonti scritte piuttosto che all'osservazione personale, e questo fa sì che la sua descrizione risulti asettica e imprecisa. Allo stesso modo, anche il ritratto di Giugurta appare piuttosto stereotipato, e non frutto di un'attenta osservazione delle abitudini delle popolazioni locali: alcuni tratti del comportamento giovanile e dell'educazione sono quelli tipici dei barbari, e Sallustio sembra rifarsi alla tradizione storiografica greca, in particolare alla Ciropedia di Senofonte. La descrizione, dunque, risulta nel complessa reticente, vaga e nebulosa.
A livello storico, Sallustio si dimostra poco attento all'esatta collocazione temporale degli eventi narrati: frequenti sono infatti le inesattezze riguardo a particolari cronologici, ed altrettanto frequente è il ricorso ad ellissi ed espressioni - tipo di "bianco temporale", che colmano lunghi spazi narrativi altrimenti privi di azione.
In sostanza manca nell'opera qualsiasi interesse che non sia necessariamente legato all'ossessiva ricerca delle cause del declino (e della fine di lì a poco) della res publica romana, ed il trasferimento di questa indagine nella politica estera non cambia nulla nella prospettiva dello storico. La conseguenza è che quando lo storico cerca di individuare le cause dell'espansionismo di Roma si comporta allo stesso modo e non fa altro che ritornare ancora una volta, in un'analisi piuttosto deludente, alle cause morali che muovono la politica interna: l'avarita (avidità di denaro), la lubido imperitandi (brama di potere), come si ricava dal discorso di Giugurta a Bocco, Bellum Iugurthinum, cap. 81, e l'ambitio (sconsiderata e immutabile brama di potere).
Si genera in questo modo una curiosa distorsione, per cui la rapacità e la sete di potere che spingono ad ingrandire lo Stato ne segnano anche la dissoluzione nelle ambizioni personali e nelle lotte civili: è un paradosso che rivela quanto sia, nella sostanza, inefficace l'ottica moralista di Sallustio per comprendere le vere ragioni dell'espansione romana nel Mediterraneo, ovviamente non di natura morale.